# Herta Heuwer

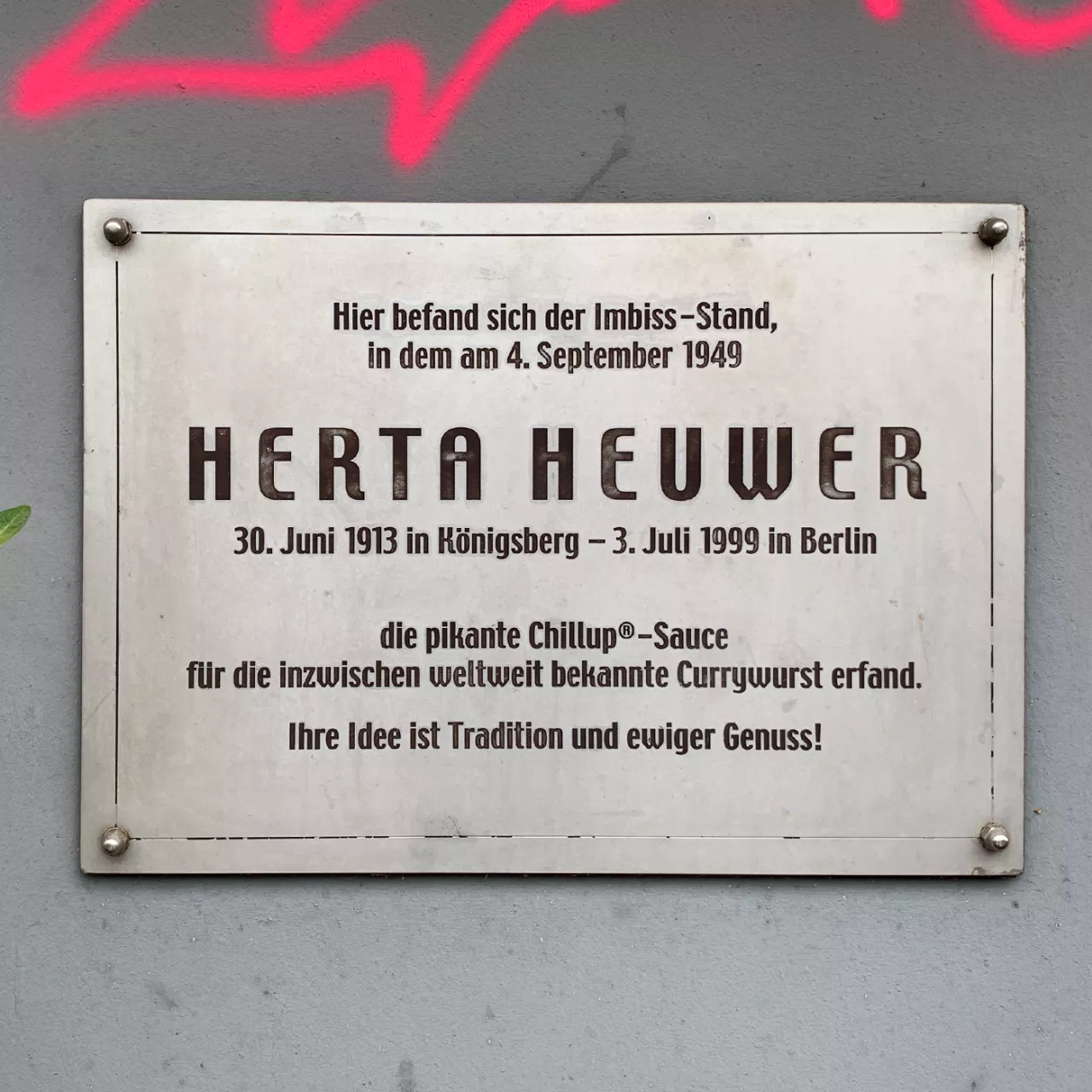
Tabla recuerdo de Herta Heuwer en Berlín.

Herta Charlotte Heuwer, nacida como Pöppel (Königsberg, 30 de junio de 1913-Berlín, 3 de julio de 1999), fue una cocinera alemana de un puesto callejero de Berlín que tuvo un puesto en el barrio de Charlottenburg de tal forma que el 4 de septiembre de 1949 tuvo la idea de elaborar una salsa picante fundamentada en salsa de tomate junto con doce especias de origen indio (curry) así como otros ingredientes.
A esta salsa, que fue servida sobre una salchicha (Currywurst) cortada en trozos y servida por primera vez en el 4 de septiembre de 1949. La idea generó un negocio sobre la Currywurst nada despreciable, hoy en día esta salchicha es un símbolo de lo cotidiano en Alemania.
Con motivo del 70 aniversario de la invención del Currywurst, la Staatliche Münze de Berlín emitió una medalla conmemorativa en honor de Herta Heuwer.